# Szumowo (gmina)
La gmina de Szumowo est une commune rurale polonaise de la voïvodie de Podlachie et du powiat de Zambrów. Elle s'étend sur 141,15 km2 et comptait 4 872 habitants en 2006. Son siège est le village de Szumowo qui se situe à environ 14 kilomètres au sud-ouest de Zambrów et à 76 kilomètres à l'ouest de Bialystok.

## Villages
La gmina de Szumowo comprend les villages et localités de Głębocz Wielki, Kaczynek, Kalinowo, Krajewo-Budziły, Łętownica, Mroczki-Stylongi, Ostrożne, Paproć Duża, Paproć Mała, Pęchratka Polska, Radwany-Zaorze, Rynołty, Srebrna, Srebrny Borek, Stryjki, Szumowo, Wyszomierz Wielki, Żabikowo Prywatne, Żabikowo Rządowe et Zaręby-Jartuzy.

## Gminy voisines
La gmina de Szumowo est voisine des gminy d'Andrzejewo, Ostrów Mazowiecka, Śniadowo, Stary Lubotyń et Zambrów.